# Finnkampen 2004
Finnkampen 2004 avgjordes på Ullevi, Göteborg 4-5 september 2004. Sverige vann både herr- och damsidan.

## Grenresultat

### Seniorer

#### Herrar
| Gren       | Etta                                                                  | Tvåa                                                                  | Trea                                                                  | Fyra                                                     | Femma                                                    | Sexa                                                     |
| 100 m      | Erik Wahn, SWE                                                        | Johan Wissman, SWE                                                    | Johan Engberg, SWE                                                    | Stefan Koivikko, FIN                                     | Simo Sipilä, FIN                                         | Nipa Tran, FIN                                           |
| 200 m      | Erik Wahn, SWE                                                        | Johan Wissman, SWE                                                    | Johan Engberg, SWE                                                    | Nipa Tran, FIN                                           | Fredrik Paul, FIN                                        | Stefan Koivikko, FIN                                     |
| 400 m      | Johan Wissman, SWE                                                    | Thomas Nikitin, SWE                                                   | Andreas Mokdasi, SWE                                                  | Jussi Heikkilä, FIN                                      | Jan Bosas, FIN                                           | Mustapha Mabrouki, FIN                                   |
| 800 m      | Mattias Claesson, SWE                                                 | Juha Kukkamo, FIN                                                     | Jonas Hamm, FIN                                                       | Jonas Dufwenberg, SWE                                    | Jouni Haatainen, FIN                                     | Andreas Rehnborg, SWE                                    |
| 1 500 m    | Jonas Hamm, FIN                                                       | Jan-Erik Salo, FIN                                                    | Anders Rockas, FIN                                                    | Olle Walleräng, SWE                                      | Jonas Dufwenberg, SWE                                    | Mattias Norling, SWE                                     |
| 5 000 m    | Erik Sjöqvist, SWE                                                    | Mustafa Mohamed, SWE                                                  | Henrik Skoog, SWE                                                     | Francis Kirwa, FIN                                       | Kim Bergdahl, FIN                                        | Mikael Talasjoki, FIN                                    |
| 10 000 m   | Erik Sjöqvist, SWE                                                    | Francis Kirwa, FIN                                                    | Claes Nyberg, SWE                                                     | Mårten Boström, FIN                                      | Alfred Shemweta, SWE                                     | Sino Wammas, FIN                                         |
| 110 m h    | Philip Nossmy, SWE                                                    | Robert Kronberg, SWE                                                  | Marko Ritola, FIN                                                     | Juha Sonck, FIN                                          | Christian Sjöberg, SWE                                   | Markus Vilén, FIN                                        |
| 400 m h    | Ari-Pekka Lattu, FIN                                                  | Jussi Heikkilä, FIN                                                   | Alexander Ljunggren, SWE                                              | Mikael Jakobsson, SWE                                    | Juha Selänpää, FIN                                       | Martin Burrows, SWE                                      |
| 3 000 m h  | Mustafa Mohamed, SWE                                                  | Henrik Skog, SWE                                                      | Kim Bergdahl, FIN                                                     | Mikael Talasjoki, FIN                                    | Per Jacobsen, SWE                                        | Teppo Syrjälä, FIN                                       |
| 10 km gång | Antti Kempas, FIN                                                     | Bengt Bengtsson, SWE                                                  | Timo Viljanen, FIN                                                    | Christer Svensson, SWE                                   | Ato Ibanez, SWE                                          |                                                          |
| Längdhopp  | Tommi Evilä, FIN                                                      | Simon Sundsten, FIN                                                   | David Frykholm, SWE                                                   | Kenneth Kastrén, FIN                                     | Robert Bagge, SWE                                        | Daniel Arnsten, SWE                                      |
| Tresteg    | Christian Olsson, SWE                                                 | Anton Andersson, SWE                                                  | Janne Harju, FIN                                                      | Marko Siurua, FIN                                        | Martin Eriksson, SWE                                     | Mikael Inkeroinen, FIN                                   |
| Höjdhopp   | Stefan Holm, SWE                                                      | Oskari Frösén, FIN                                                    | Linus Thörnblad, SWE                                                  | Staffan Strand, SWE                                      | Jussi Tasala, FIN                                        | Osku Torro, FIN                                          |
| Stavhopp   | Matti Mononen, FIN                                                    | Alhaji Jeng, SWE                                                      | Vesa Rantanen, FIN                                                    | Jesper Fritz, SWE                                        | Fredrik Skoglund, SWE                                    | Mikko Latvala, FIN                                       |
| Kula       | Timo Aaltonen, FIN                                                    | Robert Häggblom, FIN                                                  | Jimmy Nordin, SWE                                                     | Andreas Gustafsson, SWE                                  | Manuel Brändeborn, SWE                                   | Jarkko Haukijärvi, FIN                                   |
| Diskus     | Niklas Arrhenius, SWE                                                 | Mikko Kyyrö, FIN                                                      | Pertti Hynni, FIN                                                     | Timo Tompuri, FIN                                        | Henrik Wennberg, SWE                                     | Christian Ehrenborg, SWE                                 |
| Spjut      | Esko Mikkola, FIN                                                     | Tero Pitkämäki, FIN                                                   | Jarkko Koski-Vähälä, FIN                                              | Mats Nilsson, SWE                                        | Mikael Snällfot, SWE                                     | Andreas Wulff, SWE                                       |
| Slägga     | Olli-Pekka Karjalainen, FIN                                           | David Söderberg, FIN                                                  | Bengt Johansson, SWE                                                  | Jarkko Paljakka, FIN                                     | Per Karlsson, SWE                                        | Stellan Kjellander, SWE                                  |
| 4x100 m    | Sverige Robert Kronberg Erik Wahn Johan Wissman Johan Engberg         | Sverige Robert Kronberg Erik Wahn Johan Wissman Johan Engberg         | Sverige Robert Kronberg Erik Wahn Johan Wissman Johan Engberg         | Finland Liukkonen Samsa Tuikka Nipa Tran Stefan Koivikko | Finland Liukkonen Samsa Tuikka Nipa Tran Stefan Koivikko | Finland Liukkonen Samsa Tuikka Nipa Tran Stefan Koivikko |
| 4x400 m    | Sverige Mattias Claesson Thomas Nikitin Andreas Mokdasi Johan Wissman | Sverige Mattias Claesson Thomas Nikitin Andreas Mokdasi Johan Wissman | Sverige Mattias Claesson Thomas Nikitin Andreas Mokdasi Johan Wissman | Finland Jouni Haatainen Lattu Jussi Heikkilä Jan Bosas   | Finland Jouni Haatainen Lattu Jussi Heikkilä Jan Bosas   | Finland Jouni Haatainen Lattu Jussi Heikkilä Jan Bosas   |

#### Damer
| Gren      | Etta                                                                   | Tvåa                                                                   | Trea                                                                   | Fyra                                                                 | Femma                                                                | Sexa                                                                 |
| 100 m     | Jenny Kallur, SWE                                                      | Johanna Manninen, FIN                                                  | Susanna Kallur, SWE                                                    | Carolina Klüft, SWE                                                  | Siina Pylkkä, FIN                                                    | Katja Salivaara, FIN                                                 |
| 200 m     | Jenny Kallur, SWE                                                      | Carolina Klüft, SWE                                                    | Johanna Manninen, FIN                                                  | Ellinor Stuhrmann, SWE                                               | Sari Keskitalo, FIN                                                  | Katja Salivaara, FIN                                                 |
| 400 m     | Ellinor Stuhrmann, SWE                                                 | Lena Aruhn, SWE                                                        | Kirsi Mykkänen, FIN                                                    | Emma Björkman, SWE                                                   | Pirpa Menonen, FIN                                                   | Carla Bosco, FIN                                                     |
| 800 m     | Johanna Risku, FIN                                                     | Therese Ahlepil, SWE                                                   | Annika Rikberg, FIN                                                    | Carolina Nylén, SWE                                                  | Louise Fredriksson, SWE                                              | Mari Järvenpää, FIN                                                  |
| 1 500 m   | Johanna Risku, FIN                                                     | Mari Järvenpää, FIN                                                    | Hanna Karlsson, SWE                                                    | Minna Järvenpää, FIN                                                 | Ulrika Johansson, SWE                                                | Flo Jonsson, SWE                                                     |
| 5 000 m   | Ulla Tuimala, FIN                                                      | Maija Oravamäki, FIN                                                   | Ida Nilsson, SWE                                                       | Lisa Blommé, SWE                                                     | Christin Johansson, SWE                                              | Minna Nummela, FIN                                                   |
| 10 000 m  | Lena Gavelin, SWE                                                      | Maija Oravamäki, FIN                                                   | Anna Rahm, SWE                                                         | Anneli Fransson, SWE                                                 | Anette Byskata, FIN                                                  | Mira Tuominen, FIN                                                   |
| 100 m h   | Susanna Kallur, SWE                                                    | Jenny Kallur, SWE                                                      | Hanna Korell, FIN                                                      | Carolina Klüft, SWE                                                  | Johanna Halkoaho, FIN                                                | Manuela Bosco, FIN                                                   |
| 400 m h   | Nadja Petersen, SWE                                                    | Ilona Ranta, FIN                                                       | Louise Gundert, SWE                                                    | Erica Mårtensson, SWE                                                | Tea Finni, FIN                                                       | Sinikka Leminen, FIN                                                 |
| 3 000 m h | Ida Nilsson, SWE                                                       | Ulla Tuimala, FIN                                                      | Ebba Stenbäck, SWE                                                     | Christin Johansson, SWE                                              | Heidi Strandvall, FIN                                                | Jonna Välimaa, FIN                                                   |
| 5 km gång | Monica Svensson, SWE                                                   | Maija Sippola, FIN                                                     | Outi Sillanpää, FIN                                                    | Ileana Salvador, SWE                                                 | Emma Nilsson, SWE                                                    | Tiina Muinonen, FIN                                                  |
| Längdhopp | Carolina Klüft, SWE                                                    | Johanna Halkoaho, FIN                                                  | Heli Koivula-Krueger, FIN                                              | Daniela Lincoln-Saavedra, SWE                                        | Pia Wikstedt, FIN                                                    | Lina Quick, SWE                                                      |
| Tresteg   | Heli Koivula-Krueger, FIN                                              | Carolina Klüft, SWE                                                    | Niina Kelo, FIN                                                        | Anniina Lindholm, FIN                                                | Mfon Etim, SWE                                                       | Kajsa Levin, SWE                                                     |
| Höjdhopp  | Carolina Klüft, SWE                                                    | Niina Masalin, FIN                                                     | Helena Redborg, SWE                                                    | Emma Green, SWE                                                      | Alina Mattila, FIN                                                   | Tiina Hakanen, FIN                                                   |
| Stavhopp  | Linda Persson, SWE                                                     | Klara Persson, SWE Minna Nikkanen, FIN                                 |                                                                        | Saara Laaksonen, FIN                                                 | Hanna Palamaa, FIN Hanna-Mia Persson, SWE                            |                                                                      |
| Kula      | Linda-Marie Mårtensson, SWE                                            | Helena Engman, SWE                                                     | Niina Kelo, FIN                                                        | Catarina Andersson, SWE                                              | Hennariikka Järvinen, FIN                                            | Suvi Helin, FIN                                                      |
| Diskus    | Anna Söderberg, SWE                                                    | Annika Larsson, SWE                                                    | Anita Hietalahti, FIN                                                  | Maria Pettersson, SWE                                                | Niina Kelo, FIN                                                      | Tanja Mäkinen, FIN                                                   |
| Spjut     | Taina Kolkkala, FIN                                                    | Paula Huhtaniemi, FIN                                                  | Kirsi Ahonen, FIN                                                      | Annika Petersson, SWE                                                | Elinor Holgersson, SWE                                               | Katarina Eklöf, SWE                                                  |
| Slägga    | Cecilia Nilsson, SWE                                                   | Sini Pöyry, FIN                                                        | Merja Korpela, FIN                                                     | Marie Hilmersson, SWE                                                | Jenni Viljanen, FIN                                                  | Tracey Andersson, SWE                                                |
| 4x100 m   | Sverige Carolina Klüft Jenny Kallur Petronella Dahlerus Susanna Kallur | Sverige Carolina Klüft Jenny Kallur Petronella Dahlerus Susanna Kallur | Sverige Carolina Klüft Jenny Kallur Petronella Dahlerus Susanna Kallur | Finland Siina Pylkkä Katja Salivaara Sari Keskitalo Johanna Manninen | Finland Siina Pylkkä Katja Salivaara Sari Keskitalo Johanna Manninen | Finland Siina Pylkkä Katja Salivaara Sari Keskitalo Johanna Manninen |
| 4x400 m   | Sverige Ellinor Stuhrmann Emma Björkman Nadja Petersen Lena Aruhn      | Sverige Ellinor Stuhrmann Emma Björkman Nadja Petersen Lena Aruhn      | Sverige Ellinor Stuhrmann Emma Björkman Nadja Petersen Lena Aruhn      | Finland Carla Bosco Ilona Ranta Pirpa Menonen Kirsi Mykkänen         | Finland Carla Bosco Ilona Ranta Pirpa Menonen Kirsi Mykkänen         | Finland Carla Bosco Ilona Ranta Pirpa Menonen Kirsi Mykkänen         |